# Gallusturm (Schänis)

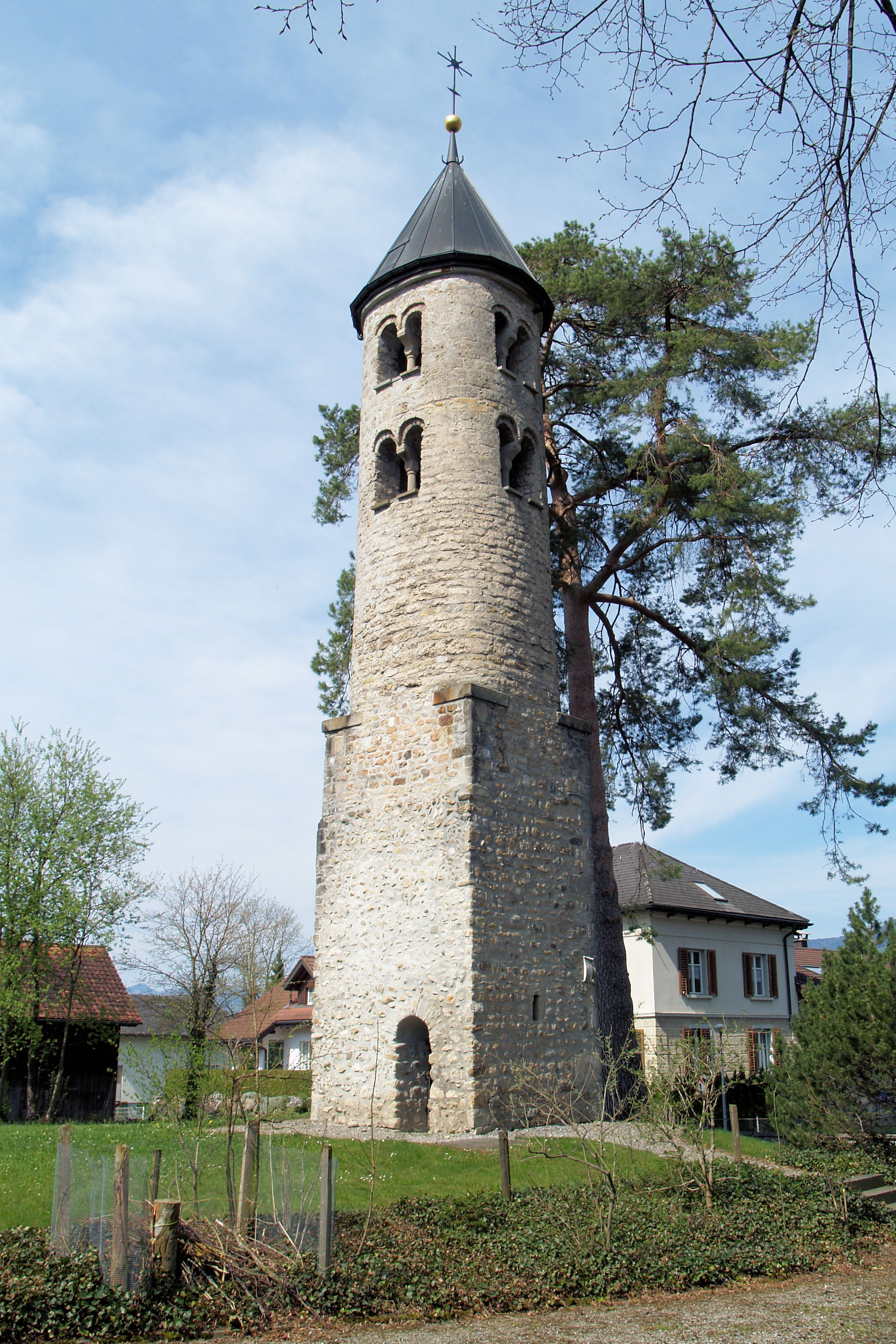
Der Gallusturm in Schänis

Der Gallusturm steht in der St. Gallischen Gemeinde Schänis. Der 15 Meter hohe romanische Turm ist der einzig erhaltene Teil der 1824 abgebrannten Kapelle St. Gallus. Der einzige romanische Rundturm in der Schweiz wurde als national schutzwürdig eingestuft und steht somit unter eidgenössischem Denkmalschutz.

## Geschichte
Als Kirche (ecclesia) wird St. Gallus erstmals im 11. Jahrhundert in einem Dokument erwähnt. Darin wird erwähnt, dass Graf Ulrich von Lenzburg dem Stift Schänis den halben Teil der Kirche vermacht hat. Die Echtheit dieses Dokumentes wird jedoch bezweifelt, vor allem die Echtheit der Schenkung; weniger die Existenz der Kirche. In der Papsturkunde von 1178 wird nur eine Kapelle St. Gallus in Schänis erwähnt. Was nicht ausschliesst, dass diese bis ins 14. Jahrhundert die Pfarrrechte ausübte, denn die Stiftskirche bekam erst im 12. Jahrhundert die Pfarrrechte.
Die Kapelle dürfte um 1100 erbaut worden sein und blieb bis 1824 in ihrem Baubestand fast unverändert. Nach den Reformationswirren von 1529 folgte am 5. Juli 1533 die Rekonziliation. Dabei weihte der Suffraganbischof Stefan Tschudi einen Altar zu Ehren des Heiligen Gallus, Johannes des Täufers, Dorothea und Luzia. Der Dorfbrand von 1610 zog die Kapelle in Mitleidenschaft. 1676 wurde der Turm mit Eichenschindeln neu eingedeckt. Das Schiff stattete man 1746 mit einem neuen Ziegeldach aus. Im Jahr 1758 wurden zwei neue Glöcklein angeschafft. Der Turm erhielt 1768 eine «anständige Kuppel», auf der ein vergoldetes Kreuz aufgesetzt wurde. Dabei wurden die Eichenschindeln des Turms und des Apsidendaches mit roter Ölfarbe angestrichen. Die Kirchengemeinde beschloss 1812, die Kapelle auf Abbruch zu verkaufen. Dazu kam es aber nicht, denn die Kapelle brannte beim Dorfbrand von 1824 aus. Zwar existierte ein Wiederaufbaubeschluss von 1827, der auch die Kapelle umfasst hätte, dennoch wurde sie bis auf den Turm abgebrochen. Der Turm verfiel in der Folge, bis Pfarrer Anton Fraefel 1889 eine Rettungsaktion einleitete, an der sich auch der Bund beteiligte. Unter der Bauleitung des Architekten August Hardegger wurde der Turm renoviert. Dabei erhielt er anstelle der vorherigen Zwiebelhaube ein konisches Blechdach. 1945 erfolgte eine erneute Renovation.

## Bauwerk
Der Turm hat eine leicht verzogene, fast quadratische Grundfläche von 3,30 bis 3,70 Metern Seitenlänge und einer Mauerstärke von 0,85 Metern. Der untere Teil ist rechteckig, die Ecken des oberen Teils sind abgerundet. Die zwei Schallgeschosse haben je vier Doppelbogenfenster. Das Blechdach stammt aus dem Jahr 1890. Der Turm ist hohl und mit Eisenträgern verstärkt. Diese wurden aber anders gesetzt als die ursprünglichen Holzböden, deren Lage an den Mauerlöchern noch zu erkennen ist. Vor der Erhaltungsrenovation von 1889 war der Turm steinsichtig verputzt. Seit der Renovation ist seine geschichtete Struktur aus grob behauenen und unregelmässig grossen Steinen sichtbar. Die Schallöffnungen wurden stark renoviert und ergänzt.